# New Brunswick Route 8

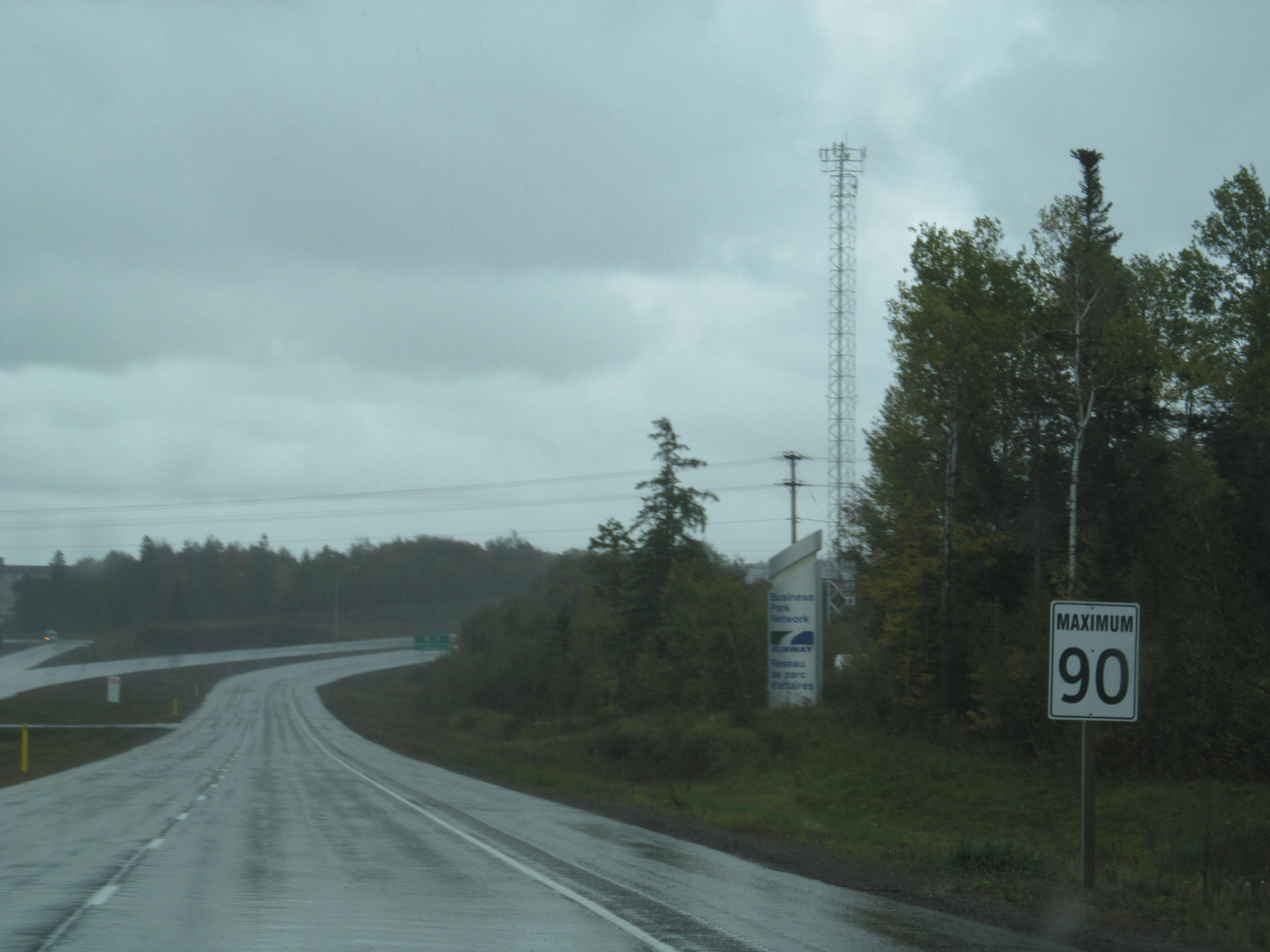
Route 8 bei Fredericton

Die New Brunswick Route 8 ist ein Highway in der kanadischen Provinz New Brunswick. Er verbindet die Provinzhauptstadt Fredericton mit dem Norden der Provinz. Die Route ist Bestandteil des National Highway Systems, sie dient dort als Feeder-Route.

## Verlauf
Die Route 8 zweigt im Südwesten von Fredericton von der Route 2, dem Trans-Canada Highway in nordöstlicher Richtung ab. Sie umgeht das Stadtzentrum im Südwesten und überquert den Saint John River. Von dort ab verläuft die Route parallel zum Nashwaak River bis nach Nashwaak Bridge, der Fluss wendet sich von dort ab nach Nordwesten, die Route führt weiterhin in nordöstlicher Richtung. In Boiestown trifft sie auf den Southwest Miramichi River, dessen Tal sie weiter folgt. Kurz vor dem Zusammenfluss des Northwest Miramichi Rivers und des Southwest Miramichi Rivers überquert die Route noch den Northwest Miramichi River, danach zweifach den neugebildeten Miramichi River. Sie führt daraufhin in nordwestlicher Richtung auf direktem Wege nach Bathurst, umgeht damit die Akadische Halbinsel, die durch die Route 11 erschlossen wird. Südlich von Bathurst mündet Route 8 in Route 11 und endet dort.